# Sopron

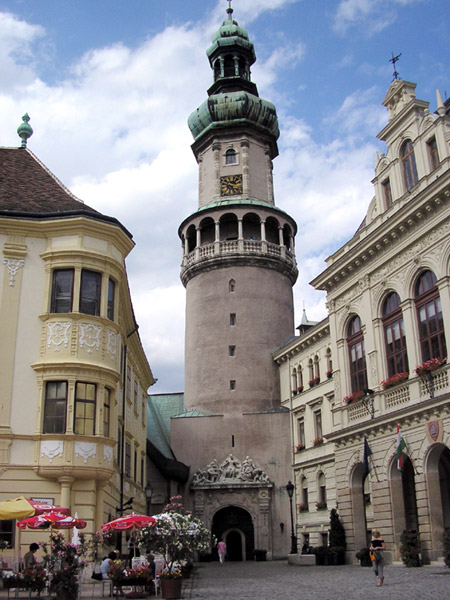
Tháp canh lửa (thế kỷ 12)

Sopron (phát âm tiếng Hungary: [ˈʃopron]; tiếng Đức: Ödenburg, tiếng Croatia: Šopron, tiếng Latin: Scarbantia) là một thành phố nằm ở hạt Győr-Moson-Sopron, biên giới với Áo, gần hồ Neusided. Thành phố Sopron có diện tích 169,06 km2. dân số theo điều tra vào năm 2009 là 59.036 người. Đây là thành phố lớn thứ tại Hungary.

## Lịch sử
Khi các khu vực mà ngày nay là phía Tây Hungary còn là một tỉnh của Đế quốc La Mã, một thành phố có tên gọi là Scarbantia tồn tại ở đây. Địa điểm công cộng nằm nơi quảng trường chính của Sopron ngày nay vẫn còn.
Trong thời kỳ di cư, Scarbantia được cho là bị bỏ hoang vào thời gian người Hungary đến trong khu vực, nó đang trong tình trạng đổ nát. Trong thế kỷ 9-11 người Hungary tăng cường tường thành La Mã cũ và xây dựng một lâu đài. Thị trấn đã nhận được tên Hungary tại thời điểm này từ một người quản lý lâu đài được đặt tên Suprun. Năm 1153, nó đã được đề cập như là một thị trấn quan trọng.
Năm 1273, vua Otakar II của Bohemia chiếm lâu đài. Mặc dù ông đã bắt trẻ con của giới quý tộc Sopron với ông ta để làm con tin, thành phố của nó đã mở cửa khi quân đội của vua Ladislaus IV của Hungary đến. Nhà vua ban thưởng Sopron bằng cách nâng cấp bậc của thành phố hoàng gia tự do.